# 大浦事件
大浦事件（おおうらじけん）は、1914年（大正3年）から1915年（大正4年）にかけ、第2次大隈内閣の閣僚大浦兼武と衆議院議員の間で贈収賄が行われた疑獄事件。高松事件ともいう。

## 事件の背景
1914年（大正3年）4月17日に、第1次山本内閣はシーメンス事件が原因で総辞職した。後継首相の選定は難航したが、元老井上馨の奏上により大隈重信に大命降下があり、第2次大隈内閣が誕生した。
大隈は立憲同志会総理加藤高明の協力の下に組閣を進めた。加藤の計画では内務大臣のポストに同志会の幹部であった大浦兼武を予定していたが、中正会所属尾崎行雄や立憲同志会所属大石正巳も内相を希望し、混乱を嫌い一刻も組閣を急いだ大隈は総理が内相兼務とし、尾崎に司法大臣、大浦に農商務大臣のポストを与える事で決着をみた。

## 大浦による贈収賄
同年、ヨーロッパでは第一次世界大戦が勃発し日本は日英同盟の誼でドイツ帝国に対し開戦した。明治末年からの懸案であった二個師団増設問題への反発も和らいだと見た大隈内閣は、12月帝国議会に2個師団増設案を提出した。野党第一党の政友会は200名弱も議席を有し、国民党代表犬養毅と共に増設案に反対の立場を執った。しかし政友会の中には賛成論者もいた。ここで大浦は衆議院書記官長林田亀太郎を介し、四万円の工作資金で買収工作を始め、さらに政友会代議士の板倉中に一万円を渡した。大浦の工作によって政友会からは18人の議員が脱党して大正倶楽部を結成したが、結局、政友会と国民党の絶対多数で増設案は否決され議会は解散するに至った。大浦は後に、二個師団増設否決が陸海軍の軋轢のもととなり、更に選挙となれば多数の逮捕者が出ることを憂いていたと語っている。12月の初旬には大浦による買収工作の噂が立っており、12月11日に田健治郎が大浦に直接忠告を行っている。
大隈は大浦を内相、河野広中を農商務相、安達謙蔵を参謀長格に据えて選挙戦に挑んだ。その結果、政友会は大敗して議席は半減して第二党に転落し、同志会・中正会・大隈伯後援会が絶対多数を手にした（第12回衆議院議員総選挙）増師案は可決通過した。

## 事件の発覚と政局への影響
1915年（大正4年）5月25日、政友会総務村野常右衛門は、告発状を検察当局に提出した。これは香川県丸亀市から立候補した白川友一が対立候補の加治寿衛吉の立候補を断念させるため、林田を通じて大浦に一万円を渡したというものであった。しかしこの金が大正倶楽部への交付金として渡っていたことが明らかになり、大浦の買収工作が明るみに出、大隈内閣を揺るがす大問題となった。
司法大臣尾崎行雄は、鈴木喜三郎次官や検事総長平沼騏一郎と協議し、大浦が引退すれば罪を問わないという方針を決めていた。尾崎の回顧録によれば、閣議にこの議論が出されると、大浦に対して厳しすぎると批判が起こった。大浦が「正々堂々と、法廷に出て、是非を争いましょうか」と述べたところ、尾崎は「何を争うのか」と冷ややかに答えた。他の閣僚は苦い顔をして一言も発しなかったという。7月30日付けで大浦は辞表を提出した。かつて、閣僚一人の不祥事で内閣が総辞職する例はなかったが、大隈首相は辞表を提出し、他の閣僚も辞表を提出した。加藤外相を含む内閣閣僚の大半は内政外政の多難さから総辞職を望んでいた。しかし大隈は政権を投げ出す気はなく、また辞表が受理されないと見ており、元老らも存続を勧告した。結局大隈に好意を持っていた大正天皇は元老に諮ることなく辞表を却下し、大半の閣僚を入れ替えて改造大隈内閣が始動した。
大隈は、大浦による買収工作を知らなかったと平沼検事総長に告げているが、その様子を平沼は「狡い」と表現している。

## 裁判と判決
本事件で逮捕拘束された者は以下の者である。
- 林田亀太郎、白川友一、増田穣三、森川源吾、吉田虎之助、水間此農夫、浜田政壮、村井善四郎、長谷川敬一郎、武市庫太、高鍋篤郎、板倉中、日向輝武、根岸峮太郎、高津仲次郎、関信之介、太田直次

大浦は起訴猶予となったが、残る被告は収賄罪で起訴され、高松地方裁判所で審理された。1916年（大正5年）6月、高松地方裁判所は板倉中に懲役6か月、白川友一に懲役4か月、水間此農夫に懲役3か月・追徴金1100円、増田穣三に懲役3か月・執行猶予3年、浜田政壮に懲役3か月・執行猶予3年・追徴金1100円、武市庫太に懲役3か月・執行猶予3年、根岸峮太郎に懲役3か月・執行猶予3年・追徴金2500円、森川源吾に懲役2か月・執行猶予3年・追徴金1000円、吉田虎之助に懲役2か月・執行猶予3年・追徴金1000円、村井善四郎に懲役2か月・執行猶予3年・追徴金1500円、長谷川敬一郎に懲役2か月・執行猶予3年・追徴金1000円、高鍋篤郎に懲役2か月・執行猶予3年・追徴金300円、高津仲次郎に懲役2か月・執行猶予3年・追徴金2500円、関信之介に懲役2か月・執行猶予3年・追徴金300円、林田亀太郎に罰金150円の判決を下した。
同年10月、大阪控訴院は控訴した板倉中に懲役6か月・執行猶予3年、白川友一に懲役4か月・執行猶予3年、水間此農夫に懲役3か月・執行猶予3年・追徴金1100円、増田穣三に懲役3か月・執行猶予3年、根岸峮太郎に懲役3か月・執行猶予3年・追徴金2500円、村井善四郎に懲役2か月・執行猶予3年・追徴金1500円、高津仲次郎に懲役2か月・執行猶予3年・追徴金2500円、関信之介に懲役2か月・執行猶予3年・追徴金300円の判決を下した。

## 参考資料
- 小原直『小原直回顧録』 （中公文庫） ISBN 4-12-201365-8 C1132
- 伊藤之雄『大隈重信（下）「巨人」が築いたもの』中央公論新社〈中公新書〉、2019年7月。ISBN 978-4-12-102551-7。
- 山本四郎「大浦事件の一考察」『奈良大学紀要』第3巻、奈良大学、1974年、53-64頁、NAID 120002600825。